# Dennis Miller
Dennis Miller (3 de noviembre de 1953) es un comediante de stand-up, comentarista político, actor, comentarista de deportes y personalidad de televisión y radio estadounidense. Es conocido por sus dichos críticos envueltos en referencias de cultura popular. Logró la fama como un miembro del elenco del programa Saturday Night Live en 1985, y luego como el anfitrión de una serie de programas de conversación en HBO, CNBC y otros sindicados. Actualmente tiene un programa de radio diario, de tres horas de duración, homónimo sindicalizado a nivel nacional por Dial Global.
Aunque durante sus primeros años de fama era percibido como un liberal anti republicanos, en los últimos años cambió a tener opiniones políticas de derecha. Es un comentador político regular en el programa The O'Reilly Factor en Fox News Channel con el segmento titulado "Miller Time", y antes de ello apareció en el mismo canal en el programa Hannity & Colmes en el segmento titulado "Real Free Speech".

## Medios

### Películas
- Madhouse (1990) - Wes
- Disclosure (1994) - Mark Lewyn
- The Net (1995) - Dr. Alan Champion
- Never Talk to Strangers (1995) - Cliff Raddison
- Bordello of Blood (1996) - Rafe Guttman (Miller suele referirse a esta película como su "magnum opus.")
- Murder at 1600 (1997) - Detective Stengel
- Joe Dirt (2001) - Zander Kelly
- What Happens in Vegas (2008) - Judge Whopper

### Especiales en HBO
- Mr. Miller Goes to Washington (1988)
- The 13th Annual Young Comedians Special (1989) (host)
- Black and White (1990)
- Live from Washington, D.C.: They Shoot HBO Specials, Don't They? (1993)
- State of the Union Undressed (1995)
- Citizen Arcane (1996)
- The Millennium Special: 1,000 Years, 100 Laughs, 10 Really Good Ones (1999)
- The Raw Feed (2003)
- Dennis Miller: All In (2006)
- The Big Speech (2010)

### Audio
- The Off-White Album (Warner Bros. Records, 1988)
- The Rants (Random House Audio, 1996)
- Ranting Again (Random House Audio, 1998)
- Rants Redux (Random House Audio, 1999)
- I Rant, Therefore I Am (Random House Audio, 2000)
- The Rant Zone: An All-Out Blitz Against Soul-Sucking Jobs, Twisted Child Stars, Holistic Loons, and People Who Eat Their Dogs! (HarperAudio, 2001)
- Still Ranting After All These Years (HarperAudio, 2004)

### Libros
- The Rants (Doubleday, 1996) ISBN 0-385-47804-6
- Ranting Again (Doubleday, 1999) ISBN 0-385-48852-1
- I Rant, Therefore I Am (Doubleday, 2000) ISBN 0-385-49535-8
- The Rant Zone: An All-Out Blitz Against Soul-Sucking Jobs, Twisted Child Stars, Holistic Loons, and People Who Eat Their Dogs! (HarperCollins, 2001) ISBN 0-06-621066-6